# Sebastian Bogner
Sebastian Bogner (ur. 17 stycznia 1991 w Pforzheim) – niemiecki szachista, reprezentant Szwajcarii od 2013, arcymistrz od 2009 roku.

## Kariera szachowa
Kilkukrotnie zwyciężał w mistrzostwach Niemiec juniorów w różnych kategoriach wiekowych, m.in. w latach 2001 (do 10 lat) oraz 2007 (do 16 lat). Był również wielokrotnym reprezentantem kraju na mistrzostwach świata i Europy juniorów (najlepszy wynik: 2007, MŚ do 16 lat – dz. V-VIII m.). W 2008 r. wystąpił w drugiej drużynie Niemiec na olimpiadzie w Dreźnie. W 2010 r. zdobył w Bad Liebenzell brązowy medal mistrzostw Niemiec oraz wystąpił w narodowej drużynie na olimpiadzie w Chanty-Mansyjsku.
Normy arcymistrzowskie wypełnił w latach 2008 (w Neuhausen – dz. I m. wspólnie z m.in. Władimirem Georgiewiem i Henrikiem Teske) oraz 2009 (w Neustadt an der Weinstrasse – dz. II m. za Siergiejem Tiwiakowem, wspólnie z m.in. Robertem Kempińskim, Jurijem Drozdowskim, Jurijem Kuzubowem i Tigranem Gharamjanem oraz w  Triesen – dz. I m. wspólnie z Imre Herą). Oprócz tego sukcesy odniósł m.in. w:
- Gausdal (2004, turniej Gausdal Classic IM-A, I m.),
- Lwowie (2004, III m. za Mychajło Ołeksijenko i Vasile Sanduleacem),
- Neuhausen am Rheinfall (2004, dz. II m. (za Michaelem Bezoldem, wspólnie z m.in. Arikiem Braunem, Milenem Wasiljewem i Witalijem Koziakiem(inne języki)),
- Ditzingen (2006, dz. I m. wspólnie z m.in. Petrem Habą, Wjaczesławem Ikonnikowem i Wencisławem Inkiowem),
- Crailsheim (2006, dz. I m. wspólnie z m.in. Zbigniewem Księskim, Eckhardem Schmittdielem i Henrikiem Teske),
- Deizisau (2008, dz. II m. za Falko Bindrichem, wspólnie z m.in. Serhijem Fedorczukiem, Aleksandrem Grafem, Fernando Peraltą i Borysem Czatałbaszewem),
- Sztokholmie (2008/09, turniej Rilton Cup, dz. I m. wspólnie z Radosławem Wojtaszkiem),
- Bad Wörishofen (2009, dz. II m. za Romainem Édouardem, wspólnie z Aleksandrem Karpaczewem, Lwem Gutmanem i Władimirem Jepiszynem),
- Winterthurze (2009, za Michaiłem Ułybinem, wspólnie z m.in. Istvanem Siposem(inne języki)),
- Böblingen (2010, II m. za Władysławem Borowikowem).

Najwyższy ranking w dotychczasowej karierze osiągnął 1 sierpnia 2018 r., z wynikiem 2619 punktów.